# Исамухамедов, Хабибулла Алимджанович
Исамухамедов Хабибулла Алимджанович — машинист локомотивного депо Ташкент Среднеазиатской железной дороги, Герой Социалистического труда СССР.

## Биография
Родился в 1937 году в городе Ташкенте — столице Узбекской ССР, ныне — Узбекистана. Узбек.
После окончания училища и прохождения военной службы в Советской Армии Хабибулла Исамухамедов в 1959 году поступил работать помощником машиниста тепловоза локомотивного депо Ташкент. С 1965 года он самостоятельно водил тяжеловесные составы.
На протяжении двух десятков лет он работал без аварий, постоянно совершенствуя своё мастерство, добивался наилучших технико-экономических показателей среди машинистов Среднеазиатской железной дороги.
За досрочное выполнение плановых заданий 1973 года машинист тепловоза Исамухамедов был награждён орденом «Знак Почёта», а за успешное выполнение социалистических обязательств 1976 года — орденом Ленина.
Указом Президиума Верховного Совета СССР от 3 июля 1986 года за выдающиеся успехи, достигнутые при выполнении заданий одиннадцатой пятилетки и социалистических обязательств по перевозке народнохозяйственных грузов и пассажиров, и проявленную трудовую доблесть Исамухамедову Хабибулле Алимджановичу присвоено звание Героя Социалистического Труда с вручением ордена Ленина и золотой медали «Серп и Молот».
Избирался депутатом Верховного Совета Узбекской ССР 10-го созыва (1981—1985).
Проживал в родном городе Ташкенте.
Награждён 2 орденами Ленина (13.05.1977; 03.07.1986), орденом «Знак Почёта» (28.02.1974), медалями.